# Alexander McQueen

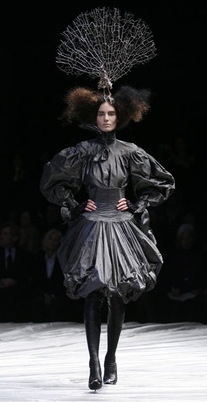
Jurk uit McQueens herfstcollectie van 2008

Lee Alexander McQueen (Lewisham, 17 maart 1969 - Londen, 11 februari 2010) was een radicaal Brits modeontwerper van dames- en herenkleding. McQueen ontwierp voor bekendheden als Kate Moss, Sarah Jessica Parker, Victoria Beckham, David Bowie,  Rihanna, Lady Gaga, Katie Holmes, Cate Blanchett, Nicole Kidman, Gwyneth Paltrow, Cameron Diaz, Kate Bosworth, Aimee Mullins, Patsy Kensit, Catherine (Kate) Middleton, Michail Gorbatsjov en koning Charles III.

## Levensloop
McQueen werd geboren als zesde en jongste kind van de Schotse taxichauffeur Ronald en lerares maatschappijleer Joyce. Hij was nog maar zes jaar oud toen hij wist dat hij op jongens viel, maar kwam daar pas op achttienjarige leeftijd voor uit. In de zomer van 2000 "trouwde" hij op Ibiza met de documentairemaker George Forsyth, op het jacht van Kate Moss. Het was een onofficieel huwelijk, omdat in Spanje twee mannen toen nog niet met elkaar konden trouwen. De relatie hield geen stand.
McQueen leed aan depressies en was verslaafd aan drugs. Hij overleed op 11 februari 2010, op veertigjarige leeftijd. De ontwerper pleegde, onder invloed van drugs, zelfmoord door ophanging, negen dagen na de dood van zijn moeder aan kanker. Zijn dood wordt algemeen beschouwd als een groot verlies voor de modewereld.

## Carrière
McQueen staat bekend als een controversieel ontwerper, wiens werk getuigde van een combinatie van gedegen werkervaring, uitgesproken Brits kleermakerswerk, de fijne vakkundigheid van het Franse haute-couture-atelier en de onberispelijke afwerking van het Italiaanse product. Typerend in zijn ontwerpen is de steeds terugkerende dualiteit tussen breekbaarheid en kracht, traditie en moderniteit en veranderlijkheid en strengheid.
Zijn modeloopbaan startte vroeg, met als eerste "slachtoffers" zijn drie zussen, voor wie hij allerlei kleding ontwierp. Op zestienjarige leeftijd stopte hij met school en werd leerling bij de bekende Savile Row-kleermakers Anderson and Shepherd en later bij Gieves & Hawkes. Hier leerde hij hoe pakken technisch in elkaar zitten. Vervolgens leerde hij bij de beroemde theaterkostuummakers Angels and Bermans zes verschillende manieren van patroonsnijden.

### Koji Tatsuno
Op twintigjarige leeftijd, in 1989, ging McQueen werken bij de uit Tokio afkomstige, maar in Londen werkende ontwerper Koji Tatsuno. Tatsuno was bekend geworden door het werken met antieke stoffen.

### Romeo Gigli
Een jaar later, in 1990, werd McQueen assistent-ontwerper bij Romeo Gigli in Milaan. Daarnaast solliciteerde hij bij de Londense, meest prestigieuze modevakschool Central Saint Martins College of Art and Design voor een mastergraad. Hij had geen vooropleiding, maar werd toegelaten op basis van zijn sterke portfolio. Hij studeerde af in 1991.

### Givenchy (1995-2001)
Ook Bernard Arnault, hoofd van de Louis Vuitton Moët Hennessy- (LVMH)-groep, viel McQueens vakkundigheid op. Arnault bood de toen 26-jarige ontwerper een baan aan als hoofdontwerper bij het Parijse modehuis Givenchy. Zo werd McQueen in 1996 de opvolger van John Galliano, die naar Dior vertrokken was. Afgesproken werd dat hij per jaar tien collecties zou ontwerpen, maar ook mocht doorgaan met het uitbrengen van collecties onder eigen naam.
Hoewel McQueen bij Givenchy wel wat ingetogener werd, verloor hij zijn rebelsheid niet. Dit was dan ook goed te merken aan zijn controversiële show van 1998. Bij deze show stootte hij het publiek voor het hoofd met stunts als autorobots die witte creaties met verf besproeiden en het optreden van mannequin Aimee Mullins, wier beide benen zijn geamputeerd en die op twee kunstzinnig bewerkte houten benen de catwalk betrad. Zijn stijl, hoe succesvol ook, bleek te veel te botsen met de ingehouden elegantie waarom het huis Givenchy altijd bekendstond en bovendien weigerde hij Frans te leren en zich de Franse levensstijl enigszins eigen te maken. De samenwerking werd daarom in maart 2001 verbroken.

### Gucci Group (2001-2010)

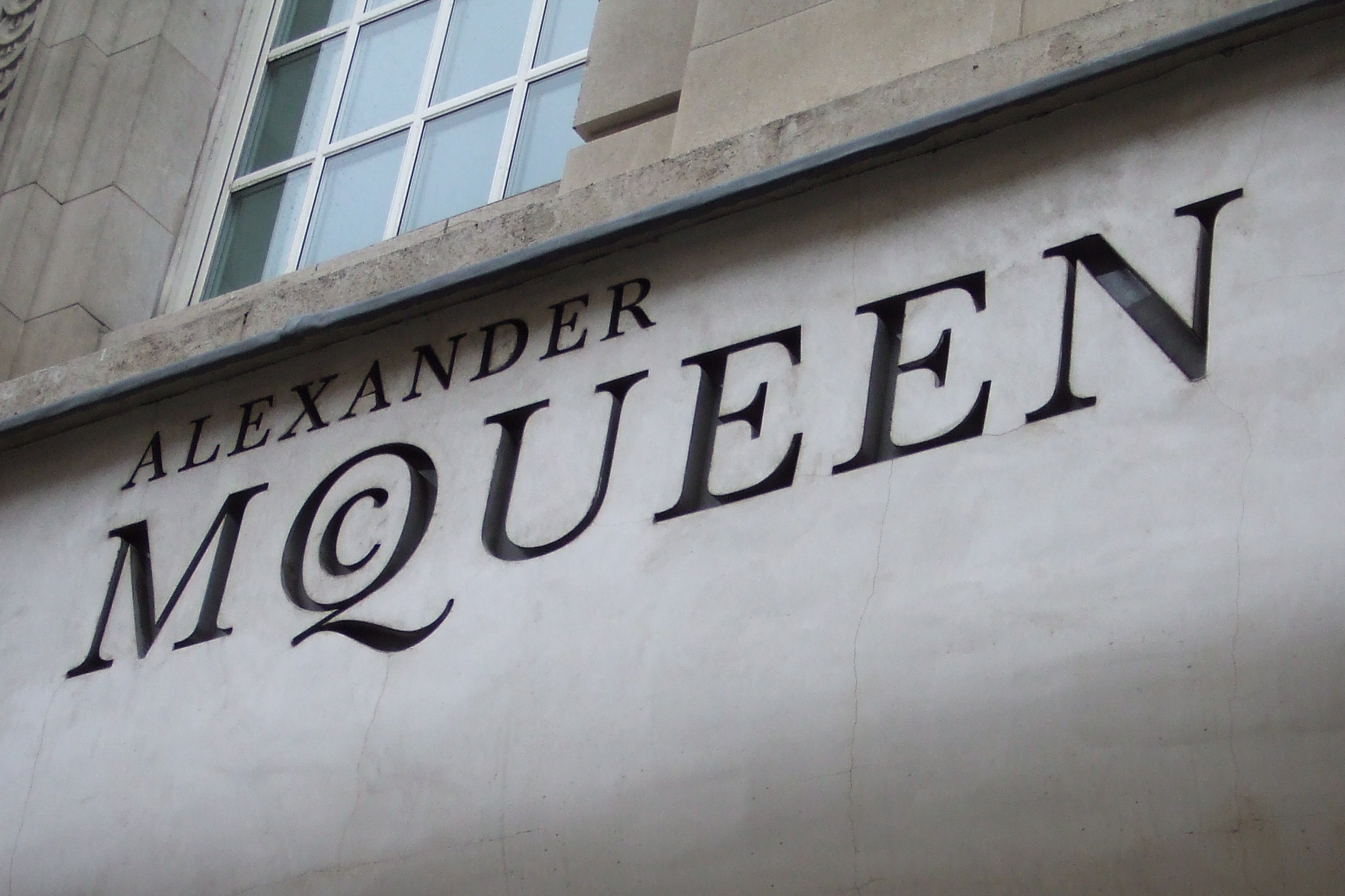
Logo Alexander McQueen

In oktober 2001 werd het contract met LVHM ontbonden. McQueen ging een partnerschap aan met de Gucci Group. Die kocht voor 54 miljoen Britse ponden aandelen in zijn bedrijf, en zou tien McQueen-winkels en in 2002 een eigen couturehuis in Parijs gaan openen. De samenwerking duurde tot aan zijn dood.

#### Samenwerking met Puma (2005)
In 2005 werkte McQueen samen met het Duitse Puma aan een lijn sportschoenen met zijn naam als merk.

#### Samenwerking met Albisetti S.p.A (2010)
Samen met de Milanese firma Albisetti ontwierp hij voor zijn eigen lijn ondergoed, zwemkleding, pyjama's en loungekleding voor mannen. Anno 2012 zijn deze ontwerpen niet te koop.

## Collecties
Sommige creaties zijn geïnspireerd op de zeefauna, te verklaren doordat hij een verwoed diepzeeduiker was.
In 2000 zette hij een trend met de bumster, een laaghangende jeans met zicht op de bilspleet, zijn versie van het decolleté.
Zijn vrouwencollectie zomer 2010, verwijzend naar Darwins boek The Origin of Species, was te zien in alle modebladen. Deze bestond uit sculpturale jurken met reptielpatronen en bijhorende schoenen als krabscharen.

## Prijzen en erkenning
McQueen heeft vele prijzen gewonnen. Zo was hij de jongste ontwerper ooit die de titel British Designer of the Year in ontvangst mocht nemen.
- 1996: British Designer of the year
- 1997: British Designer of the year
- 2001: British Designer of the year
- 2003: British Designer of the year
- 2003: International Designer of the Year by The Council of Fashion Designer's of America (CFDA)
- 2003: A Most Excellent Commander of The British Empire (CBE) by her Majesty the Queen
- 2007: GQ Menswear Designer of the Year

Zijn ontwerpen zijn opgenomen in verschillende museumcollecties.

## Postuum
Een week na McQueens dood maakte François-Henri Pinault, topman van het Franse modeconglomeraat Pinault-Printemps-Redoute (PPR, nu Kering), en daardoor eigenaar van de Gucci Group, bekend de merken Alexander McQueen en McQ voort te zetten. De beslissing werd naar zijn zeggen snel na het overlijden genomen. De merken zouden "potentieel zeer belangrijk" zijn en het voortbestaan ervan "de mooiste hommage die we hem konden geven". Sarah Burton, voorheen McQeens hoofd van de afdeling dameskleding en sinds 2010 creative director, kreeg de creatieve leiding. In 2011 ontwierp zij de trouwjurk van Kate Middleton. Zij ontwerpt nog steeds in de geest van Alexander, maar vrolijker en draagbaarder.
In 2011 toonde het kostuuminstituut van het Metropolitan Museum of Art te New York een retrospectief; het werd een van de best bezochte tentoonstellingen van dat museum ooit, met meer dan een half miljoen bezoekers.
In 2018 verscheen de documentaire McQueen over het leven en werk van de ontwerper.

## Interview
- Interview door zijn moeder Joyce. The Guardian, 20-4-2004

- Bibliothèque nationale de France: cb16574674g (data)
- CiNii: DA16913986
- Gemeinsame Normdatei: 128568429
- International Standard Name Identifier: 0000 0000 8276 651X
- Library of Congress Control Number: no2007055234
- Nationale Bibliotheek van Letland: 000181590
- MusicBrainz: 4539bfdf-6ec3-40b6-8ee5-4cb1d07aa575
- Bibliotheek van het Japanse parlement: 001131553
- Nationale Bibliotheek van Tsjechië: xx0099198
- Nationale Bibliotheek van Israël: 987007458857005171
- Nationale Bibliotheek van Polen: a0000003130334
- Nederlandse Thesaurus van Auteursnamen: 328669245
- RKD-Nederlands Instituut voor Kunstgeschiedenis: 223349
- Istituto Centrale per il Catalogo Unico: VEAV475223
- LIBRIS: 383269
- SNAC: w6vr0kc4
- Système universitaire de documentation: 151019983
- Union List of Artist Names: 500294231
- Virtual International Authority File: 91218186
- WorldCat: E39PBJhRMXYcPWyHRJhRk7xxDq